# INS Kattabomman
INS Kattabomman est la désignation de l'installation de transmission VLF de la marine indienne située à Vijayanarayanam près de Tirunelveli dans le Tamil Nadu. L'installation, répartie sur 3 000 hectares, comprend 13 mâts disposés en deux anneaux autour du mât central. Le mât central a une hauteur de 301 mètres, les mâts de la bague intérieure mesurent 276,4 mètres, ceux de la bague extérieure 227,4 mètres.
Les deux autres mâts de la station équipés d’une antenne parapluie mesurent 471 mètres de haut et sont les structures les plus hautes d’Inde. Ils sont également la 4e plus haute structure du monde. L'installation a ouvert une installation de transmission ELF en 2014.